# Raimond Castaing
Pour les articles homonymes, voir Castaing.
Raimond Castaing est un physicien français, né le 28 décembre 1921 à Monaco et décédé le 10 avril 1998 à Clamart. Ancien élève de l'École normale supérieure Ulm, et membre de l'Académie des sciences, il est mondialement connu pour être l'inventeur d'un appareil de technique analytique qui porte son nom, la microsonde de Castaing, dont le principe consiste à bombarder un échantillon avec des électrons, et à analyser le spectre des rayons X émis en retour par l'échantillon.

## Biographie
Après des études à Monaco, Condom et Toulouse, il entre à l'École normale supérieure en 1940 et suit les cours de physique de Aimé Cotton, Eugène Darmois, François Croze et Jean Cabannes à la faculté des sciences de l'université de Paris, et ceux de Frédéric Joliot-Curie au Collège de France. Réfractaire au Service du travail obligatoire en 1943 et 1944, il reprend ses études à la Libération, suivant les conférences de préparation au concours de l'agrégation de physique données à l'École normale supérieure par Alfred Kastler et en étant lauréat en 1946.
Il entre en 1947 à l'Office national d'études et de recherches aérospatiales  et prépare sous la direction d'André Guinier une thèse pour le doctorat ès sciences physiques qu'il présentera en 1951 devant la faculté des sciences de l'université de Paris. Pour la première fois au monde, ses travaux permettront d’analyser la matière pour en connaître la composition à l’échelle du micromètre. L'idée directrice est de bombarder un échantillon avec un faisceau d'électrons et d'analyser la longueur d'onde des rayons X résultant de l'interaction électrons-matière. L'appareil et la technique sont devenus mondialement connus sous le nom de « microsonde de Castaing » ou « microanalyse X », ou, en anglais, « EPMA » (electron probe micro-analysis).
Maître de conférences de physique à la faculté des sciences de l'université de Toulouse en 1952, il rejoint l'université de Paris en 1956 comme maître de conférences, en remplacement de René Lucas devenu titulaire de la chaire de physique. Devenu professeur titulaire de physique générale à la faculté des sciences d'Orsay en 1959, Raimond Castaing participe à la création de cette faculté et de son laboratoire de physique des solides, qu'il fonde avec André Guinier et Jacques Friedel. Plus tard, Pierre-Gilles de Gennes y passera dix ans. Albert Fert, autre prix Nobel, y travaillera également.
Fin des années 1950, début des années 1960, Castaing développe avec son élève Georges Slodzian une nouvelle technique de microanalyse par bombardement ionique et spectrométrie de masse dont l'acronyme anglais est SIMS.
Raimond Castaing a exercé des responsabilités à l'ONERA, de 1968 à 1973 : directeur scientifique, puis directeur général.
En 1975, il reçoit la médaille d'or du CNRS.
Raimond Castaing est élu à l'Académie des sciences en 1977. A cette époque, il reste lié avec l'ONERA en tant que conseiller extérieur dans son ancien laboratoire de microanalyse X. C'est sous son impulsion que ses "héritiers" Françoise Pichoir et Jean-Louis Pouchou entreprennent des développements originaux donnant à cette technique un nouvel élan, en étendant ses possibilités à l'analyse des éléments très légers et à l'analyse en profondeur.  
Il entre au Conseil de sécurité nucléaire en 1982 ; il est président du groupe de travail sur la gestion des combustibles irradiés, puis du groupe de travail sur les recherches et développements en matière de gestion des déchets radioactifs  (1984). Il est également membre du Comité pour l'énergie atomique en 1987, administrateur civil du CNRS de 1983 à 1989, membre du conseil d'administration de la société sidérurgique Usinor, de 1984 à 1987.
En 1996, il est chargé par le gouvernement de présider la commission scientifique d’experts indépendants chargée d’évaluer les capacités du réacteur nucléaire Superphénix (le prix Nobel Georges Charpak appartient également à cette commission). Raimond Castaing regrette l'abandon de ce réacteur.
Raimond Castaing meurt le 10 avril 1998, après une longue maladie. Son épouse Jeanne est morte en 2017.
À Toulouse, en hommage à son œuvre, a été créé le Centre de MicroCaractérisation Raimond Castaing, UMS 3623.

## La microsonde de Castaing

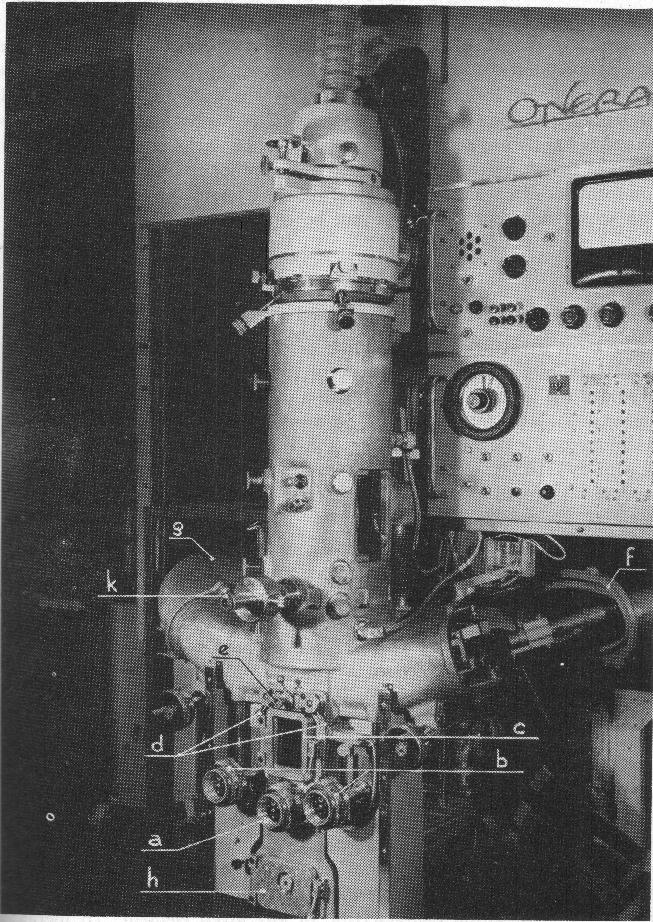
Prototype de la microsonde de Castaing fabriquée pour l'ONERA et dupliquée par la société Cameca sous le nom de MS85

Quand Raimond Castaing entre à l'ONERA en janvier 1947, comme ingénieur de recherches, il a comme objectif de préparer une thèse sous la direction du professeur André Guinier. L'ONERA est un institut de recherche publique français pour l'aéronautique. À l'ONERA, Castaing a la chance de pouvoir utiliser deux microscopes électroniques, ce qui était un luxe pour l'époque, un RCA et un CSF.
Guinier demande à Castaing s'il ne serait pas possible d'analyser un alliage en le bombardant avec une sonde électronique focalisée et en détectant les rayons X caractéristiques selon la loi de Moseley. Castaing est d'abord sceptique, car il pense que si l'idée est réalisable, d'autres ont dû le faire avant lui, mais il se lance finalement à corps perdu dans le projet. Il cannibalise le microscope CSF à lentilles électrostatiques pour produire une sonde électronique de quelques nanoampères dans un diamètre d'un micromètre, ce qui n'était pas trivial à cette époque. La présentation de cette sonde électronique a eu lieu en 1949 à Stockholm.
Guinier procure alors à Castaing l'un de ses précieux cristaux, spécialement taillé et mis en forme, de type « Johanson » pour constituer un petit spectromètre qui s'adapte à la colonne électronique. Dès 1949, il obtient ses premières mesures de photons X qu'il peut présenter à Delft, en 1949, au cours de la première Conférence européenne de microscopie électronique.
En 1951, Castaing présente sa thèse Application des sondes électroniques à une méthode d'analyse ponctuelle, chimique et cristallographique. Cette thèse recouvre aussi bien des aspects instrumentaux comme les aberrations de lentille, l'optimisation de la sonde électronique, que des aspects plus fondamentaux, comme la modélisation de l'émission X, le calcul des corrections, quelques applications à la métallurgie et même de la radiocristallographie (les diagrammes de Kossel).
Ce qui a donné de la force à sa méthode est la démonstration faite dans la thèse que l'on peut mesurer la concentration d'un élément chimique en étalonnant simplement l'appareil avec un échantillon massif du même élément, contrairement aux autres méthodes qui nécessitaient des courbes de calibration. Encore fallait-il une compréhension des phénomènes physiques mis en jeu par la diffusion des électrons dans l'échantillon, et l'émission et l'absorption des photons X dans ce même échantillon.
Les années suivantes, l'ONERA développe un instrument scientifique à partir du montage expérimental qui avait servi à la thèse. Deux prototypes identiques, le premier pour les besoins de l'ONERA et le deuxième pour l'IRSID, l'Institut français de recherches sur la sidérurgie, que Guinier convainc de financer le projet. À la même époque, la société Cameca construit une troisième réplique, disponible en 1958.
La "microsonde de Castaing" a ensuite été produite à des centaines d'exemplaires, par Cameca puis par d'autres sociétés américaines, anglaises et japonaises, et est un outil analytique de première importance dans les domaines de la métallurgie, des sciences de la terre, et même en biologie où elle a servi à quantifier les concentrations des électrolytes contenus dans de très petits volumes des liquides des néphrons. L'analyse en dispersion d'énergie, telle qu'appliquée dans le microscope électronique à balayage, est dérivée en droite ligne de la microsonde de Castaing.

## Publications
Raimond Castaing est l'auteur de plus d'une centaine de publications parmi lesquelles :
- Castaing R (1951), Application des sondes électroniques à une méthode d’analyse ponctuelle chimique et cristallographique. Thèse de doctorat d'état, Université de Paris, 1952, Publication ONERA N. 55.
- Castaing R, The early vicissitudes of electron probe x-ray microanalysis. IOP Bull (London), p. 93–96 (1966).
- Castaing R, Descamps J, Sur les bases physiques de l’analyse ponctuelle par spectrographie X. J Phys (Paris) 16:304–310 (1955).
- Castaing R, Philibert J, Crussard C,  Electron probe microanalysis and its applications to ferrous metallurgy. J Metals 9:389– 394 (1957).
- Castaing R, Deschamps P, Philibert J (eds), Optique des rayons-X et microanalyse. In: 4th International Conference on X-Ray Optics and Microanalysis. Paris: Hermann Publ. (1966)

## Distinctions
- Lauréat de la médaille Blondel décernée par la Société de l'électricité, de l'électronique et des technologies de l'information et de la communication[5]
- 1966 : prix Holweck de l'Institute of Physics de Londres
- 1972 : membre du Comité de parrainage de la Fondation Louis de Broglie[6]
- 1975 : médaille d'or du CNRS.
- 1978 : membre de la Société philomathique de Paris.
- membre de l'Académie internationale d'astronautique
- membre de l'Académie des sciences
- président de la Société française de physique
- membre de la Société française de métallurgie et de matériaux
- membre de la Société française des microscopies (président de 1959 à 1961)
- 1994 : membre de la Commission nationale d'évaluation des recherches sur la gestion des déchets radioactifs à haute activité et à vie longue
- Commandeur de la Légion d'honneur

À Condom, ville dont ses parents étaient originaires, une place porte son nom.
À Gif-sur-Yvette, son nom a été donné à une des huit rues du nouveau quartier universitaire du Moulon.

## Pour approfondir

### Sources
- (en) Klaus Keil, Presentation of the Roebling Medal of the Mineralogical Society of America for 1977 to Raimond Castaing
- (en) Jean Philibert, « The Time of Pioneers », Microscopy and Microanalysis journal, vol. 7,‎ 2001, p. 94-99